# ジョン・マイケル・マクドナー
ジョン・マイケル・マクドナー（John Michael McDonagh、1967年11月17日 - ）は、イギリスの映画監督、脚本家である。

## 経歴
1967年、ロンドンに生まれる。アイルランド人の両親を持つ。弟はマーティン・マクドナーである。
2000年、短編映画『The Second Death』を手がける。2003年、グレゴール・ジョーダン監督の『ケリー・ザ・ギャング』で脚本を担当する。2011年、『ザ・ガード〜西部の相棒〜』で長編映画監督デビューを果たす。同作は、アイルランドのインディペンデント映画としては同国で過去最高の興行収入を記録した。
2014年に『ある神父の希望と絶望の7日間』を監督。2016年にはアレクサンダー・スカルスガルドとマイケル・ペーニャを主演に迎えた『バッドガイズ!!』が第66回ベルリン国際映画祭にて上映された。

## フィルモグラフィー

### 長編映画
- ケリー・ザ・ギャング Ned Kelly （2003年） - 脚本
- ザ・ガード〜西部の相棒〜 The Guard （2011年） - 監督・脚本
- ある神父の希望と絶望の7日間 Calvary （2014年） - 監督・脚本
- バッドガイズ!! War on Everyone （2016年） - 監督・脚本
- The Forgiven （2021年） - 監督・脚本・プロデュース

### 短編映画
- The Second Death （2000年） - 監督・脚本・製作